# Shirvani Murádov
Shirvani Gadzhikurbánovich Murádov –en ruso, Ширвани Гаджикурбанович Мурадов– (Chapáyevo, 20 de junio de 1985) es un deportista ruso que compitió en lucha libre.
Participó en los Juegos Olímpicos de Pekín 2008, obteniendo la medalla de oro en la categoría de 96 kg. Ganó una medalla de oro en el Campeonato Europeo de Lucha de 2007.

## Palmarés internacional
| Juegos Olímpicos   | Juegos Olímpicos | Juegos Olímpicos | Juegos Olímpicos |
| Año                | Lugar            | Medalla          | Categoría        |
| ------------------ | ---------------- | ---------------- | ---------------- |
| 2008               | Pekín (China)    | Medalla de oro   | 96 kg            |
| Campeonato Europeo |                  |                  |                  |
| Año                | Lugar            | Medalla          | Categoría        |
| 2007               | Sofía (Bulgaria) | Medalla de oro   | 96 kg            |